# Bud Jamison
Bud Jamison (ur. 15 lutego 1894 w Vallejo, zm. 30 września 1944 w Glendale w Kalifornii) – amerykański aktor filmowy pochodzenia niemieckiego, znany głównie z występów w filmach reżyserowanych przez Charliego Chaplina. Wystąpił w około 464 filmach.

## Filmografia
- 1915: Charlie się bawi – kelner
- 1915: Charlie gra Carmen – żołnierz straży
- 1915: Charlie bokserem
- 1915: Charlie w parku
- 1915: Charlie się żeni
- 1915: Włóczęga – złodziej
- 1915: Charlie na plaży
- 1915: Jego nowe zajęcie
- 1916: Charlie włamywaczem
- 1918: Potrójne kłopoty – Włóczęga
- 1927: Długie spodnie